# Nußberg (Braunschweig)

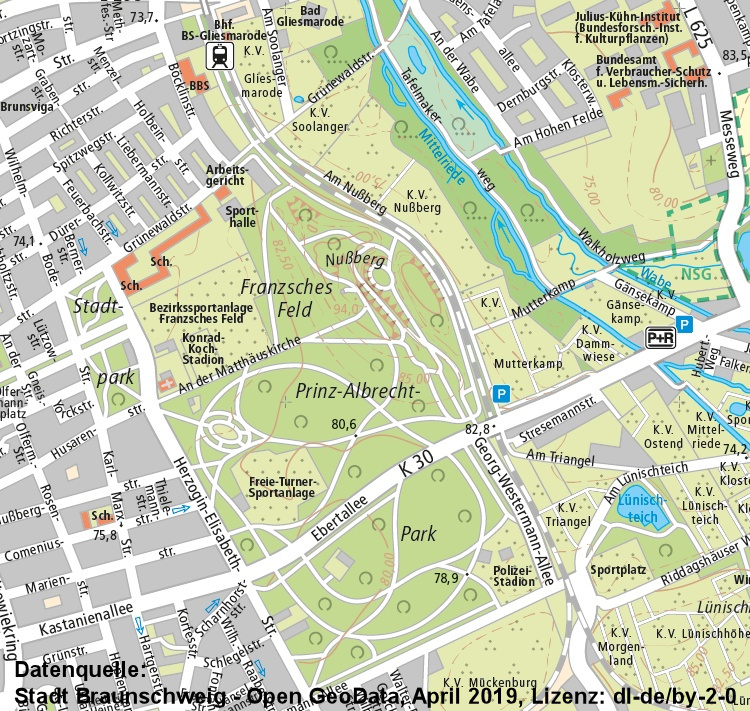
Der Nußberg mit dem Prinz-Albrecht-Park in der Karte der Stadt Braunschweig 2019

Der Nußberg ist eine kleine Erhebung (93 m ü. NN) im Östlichen Ringgebiet der Stadt Braunschweig am Franzschen Feld innerhalb des Prinz-Albrecht-Parks.

## Geologie und Nutzung

### Geologie
Im Nußberg tritt roter Unterer Buntsandstein neben bzw. über einem etwa 2000 Meter senkrecht abfallenden Salzstock zutage. Dieser Salzstock führt aufgrund der im Vergleich zum Gestein geringeren spezifischen Dichte zu einer Schwereanomalie. Der Nußberg wurde durch Salztektonik gebildet. Er diente bis ins 18. Jahrhundert als Steinbruch für den bautechnisch sehr gut einsetzbaren Braunschweiger Rogenstein, wodurch er seine stark zerklüftete Struktur erhielt.

### Nutzung

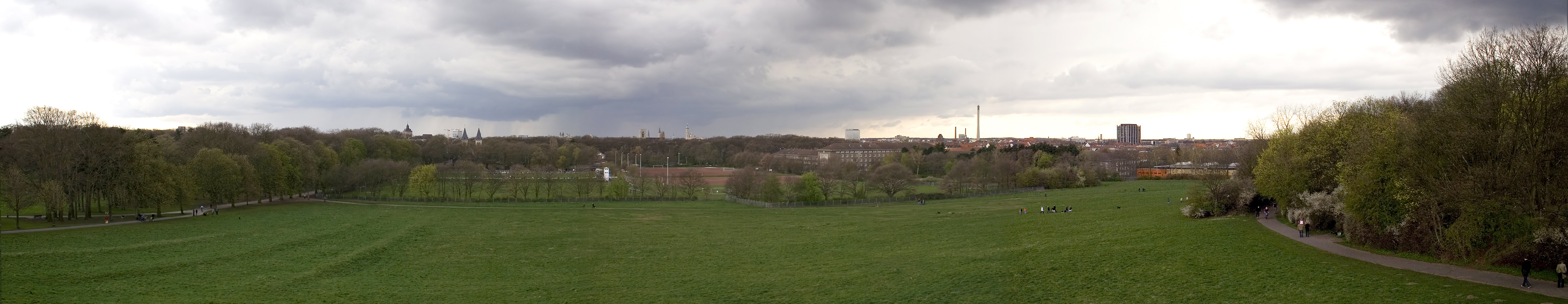
Panorama-Aufnahme über das Franzsche Feld mit Blick auf die Innenstadt

Der Nußberg überragt das übrige Stadtgebiet um etwa 20 Meter. Als Bestandteil des Prinzenparks ist er ein wichtiges Naherholungsziel für die Bewohner des Östlichen Ringgebiets. An der höchsten Stelle haben die Besucher des Parks auf einer Aussichtsplattform, errichtet auf einem ehemaligen Bunker aus dem Zweiten Weltkrieg, einen Blick über die Stadt. Im Winter wird der Berg zum Rodeln im ansonsten topografisch eher flachen Braunschweig genutzt. Im Bereich hinter der Aussichtsplattform wurden Sprünge und Rampen für Mountainbiker angelegt. Außerdem finden am Hang zum Franzschen Feld im Herbst immer wieder Veranstaltungen zum Drachensteigen statt.

## Name
Als Namensgeber wird ein Braunschweiger Patrizier namens Nottberg angesehen, der 1279 als Unternehmer für den Steinbruchbetrieb in diesem Gebiet beurkundet wurde. Eine Kartenskizze aus dem Jahre 1615 erwähnt den Berg als Notber. Mit Nussbäumen hat die Bezeichnung demnach nichts zu tun.

## Geschichte
Im Mittelalter gehörte der Nußberg der Stadt Braunschweig und dem Kloster Riddagshausen, erst 1565 einigte man sich auf eine genaue Grenze zwischen dem Braunschweiger Nordteil und dem klösterlichen Südteil. Der Berg wurde außer als Steinbruch auch als Weinberg des Klosters Riddagshausen sowie als Ackerfläche genutzt. Der abgebaute Braunschweiger Rogenstein wurde neben Kalksteinen aus dem Elm zum Bau des Braunschweiger Doms, aber auch zur Produktion von Kanonenkugeln verwendet. Die Steine wurden mit Fahrzeugen in die Braunschweiger Innenstadt durch das Steintor gebracht. Um 1760 wurde ein Kanal zwischen der östlich gelegenen Mittelriede und dem Berg geplant, um noch abbaubare Reste von Rogenstein für Festungsbauwerke heranzuschaffen.
An der Nordseite des Nußbergs in Richtung Gliesmarode lag gemäß Wilhelm Bornstedt die Wüstung Ottonroth. Die Entstehung des Orts wird auf 800 geschätzt, urkundlich erwähnt wird er allerdings erst in der Weiheurkunde der Magnikirche von 1031. Die Siedlung lag an einem nachweisbaren Feldbach zur Wabe, war mindestens 375 Morgen groß und ist im 14. Jahrhundert in das Kloster Riddagshausen eingegangen.
Die 1944 am Ostrand des Nußbergs gebaute Bunkeranlage ist anhand der Aussichtsplattform zu erkennen, die direkt darauf eingerichtet wurde. Große Teile des Geländes sind jedoch wegen Einsturzgefährdung gesperrt.

## Thingplatz
Der Name lässt vermuten, dass es sich beim Thing um eine nordgermanische Kultstätte handelt, an der in grauer Vorzeit Recht gesprochen wurde. Das ist jedoch nicht der Fall, denn diese Anlage ist erst im 20. Jahrhundert entstanden. 1934 bis 1935 wurde nach Plänen der Architekten Ernst Zinsser und Fritz Schaller eine Freilichtbühne für bis zu 15.000 Menschen angelegt. Der in Form eines antiken Amphitheaters als Arbeitsbeschaffungsmaßnahme gebaute Thingplatz von etwa 100 Metern Durchmesser wurde nach 17 Monaten Bauzeit am 18. August 1935 im Beisein des Reichsministers Bernhard Rust eingeweiht.
Hier ließ die damalige Parteiführung die Bevölkerung zu Parteiveranstaltungen und Jubelfeiern antreten, beispielsweise am 9. November zum Jahrestag des fehlgeschlagenen Hitlerputsches des Jahres 1923. Darüber hinaus wurden dem germanischen Vorbild nachempfundene Weihespiele aufgeführt oder Theatervorstellungen gegeben.
Nach 1945 wurden die Steine von Bühne und Zuschauerraum größtenteils abgetragen und zum Wiederaufbau der Stadt benutzt. Obwohl das Gebiet inzwischen bewaldet ist, sind die ehemaligen Tribünen an den zum großen Teil überwucherten Steintreppen noch gut erkennbar.